# Centre d'exploitation de Chambéry
Le centre d’exploitation de Chambéry est un centre de remisage et de maintenance des bus du réseau Synchro Bus. Installé depuis 1983 dans la zone industrielle du Grand Verger à Chambéry, c’est le premier centre de maintenance destiné exclusivement aux bus du Stac, puis des Synchro Bus. Un second dépôt, situé à Cognin, est acquis par le SIAC — ancêtre de la communauté d’agglomération du Grand Chambéry — en 1993.

## Histoire
En septembre 1979, le SIAC créé le Service de Transport de l’Agglomération Chambérienne (STAC) et le dote de 14 bus. Assez rapidement, la nécessité de construire un dépôt propre au réseau se fait ressentir et, en 1982, la construction du centre d’exploitation débute dans la zone d’activités du Grand Verger. Il est inauguré l’année suivante.
En 1993, un second dépôt, installé dans la zone d’Activités de la Digue à Cognin, est acquis par le SIAC afin de doubler le centre d’exploitation, devenu trop petit. Depuis le renouvellement du contrat de délégation de service public en 2012, l’optimisation du parc a permis de ne plus utiliser ce dépôt, dit de la Digue, pour les bus du réseau.
En février 2017, le Grand Chambéry a indiqué sa volonté de déplacer le dépôt vers un nouveau site.

## Composition du centre de maintenance
Le centre de maintenance s’organise en longueur et se compose d’un bâtiment servant de siège pour la société Keolis Chambéry (la société chargée du réseau de bus de la communauté d’agglomération du Grand Chambéry dans le cadre d’une Délégation de service public), d’un atelier technique disposant de quatre voies dont deux avec fosses, et d’une cour disposant de 65 places de stationnement pour les bus.
Il dispose également d’une station de lavage, d’une station service et de bornes de recharges pour les véhicules roulant au gaz. Toutefois, l’ensemble des véhicules utilisant ce carburant sont réformés au printemps 2019.

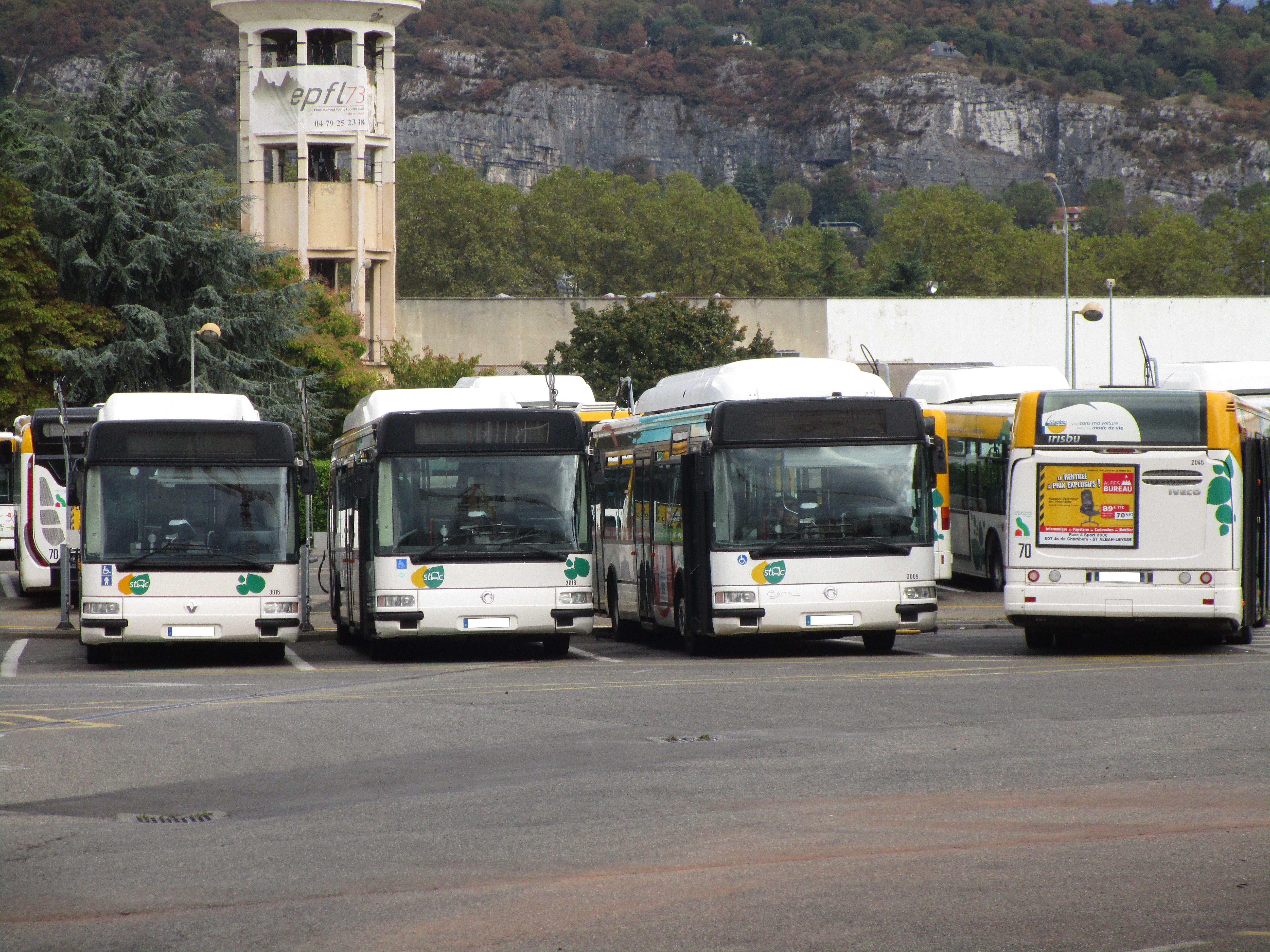
Plusieurs véhicules dans la cour.
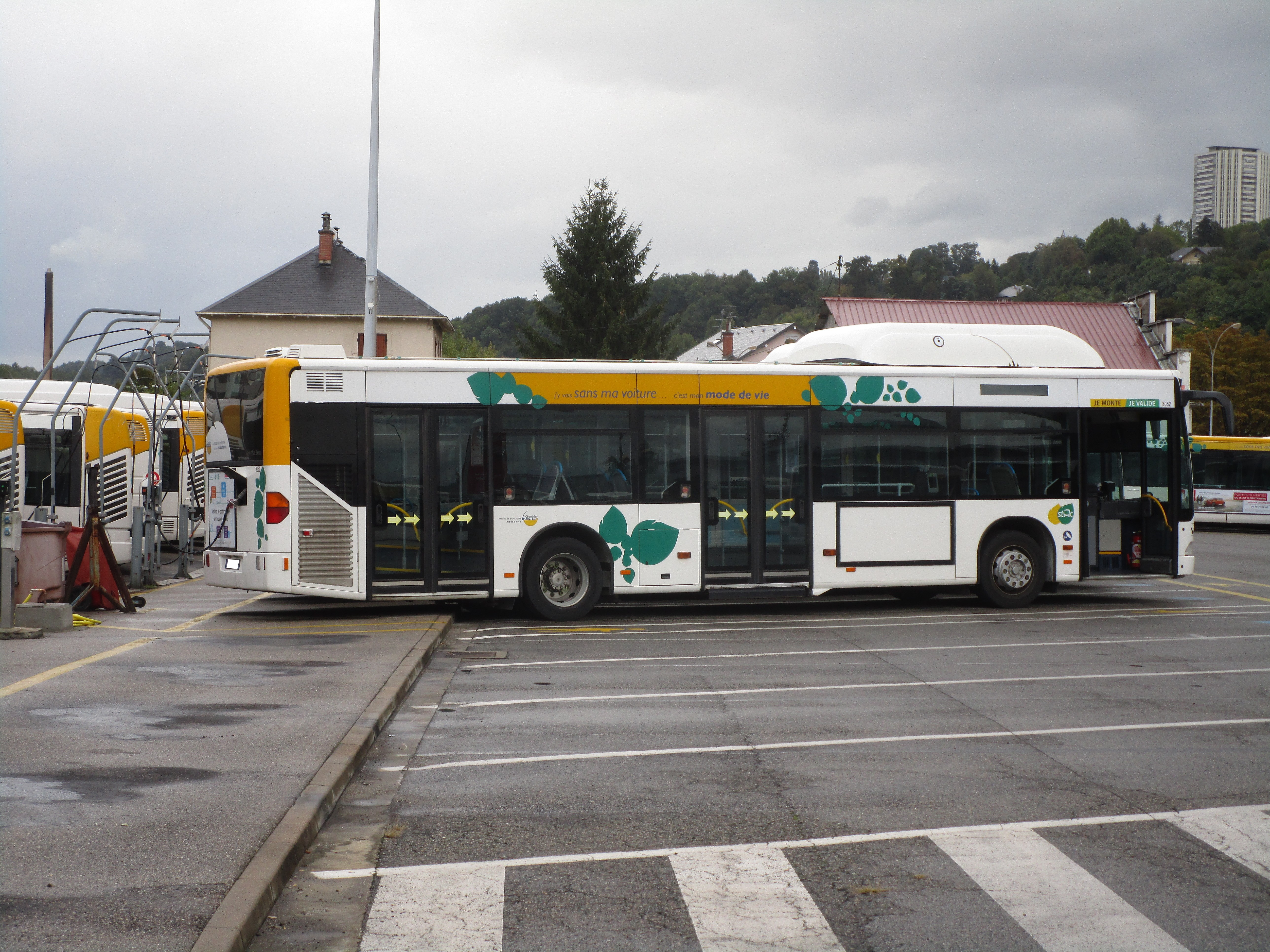
Un bus au gaz en cours de recharge.

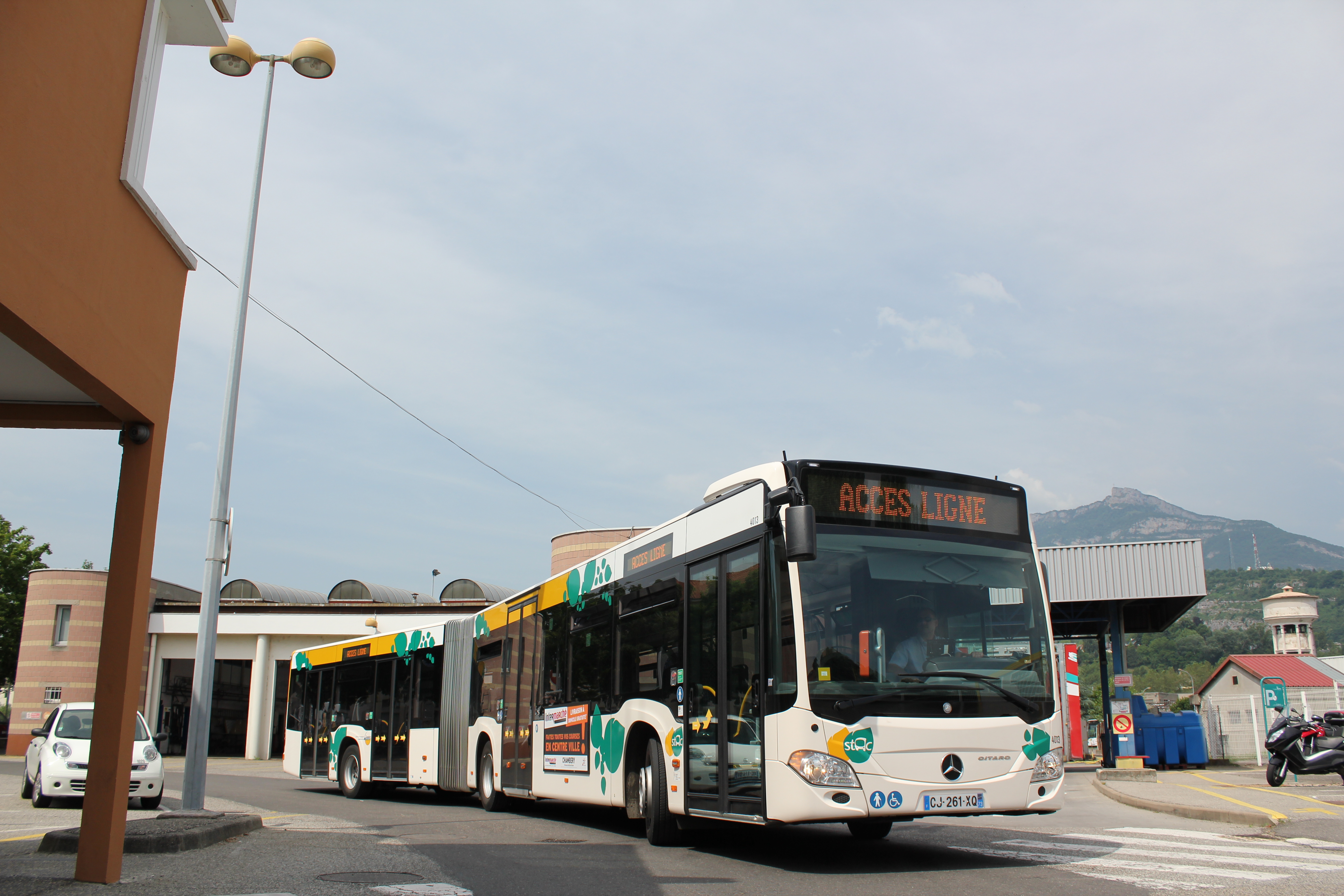
Un véhicule du Stac quittant le dépôt pour sa prise de service.

## Déplacements pour les prises de service
Huit lignes (A, B, C, D, 1, 3, 4 et 4S) sont exploitées depuis ce dépôt, les autres étant sous-traitées auprès de Keolis Drôme Ardèche, Francony et Alpes Découverte. Les véhicules de ces trois sous-traitants n’étant pas stationnés au centre d’exploitation, seules les lignes assurées depus ce dernier sont indiquées dans le tableau.
Note: les distances indiquées sont à vol d’oiseau et uniquement à titre indicatif, les itinéraires employées pour relier les points de départ pouvant varier.
| Ligne | Point de départ                        | Distance par rapport au centre d’exploitation | Observation                                         |
| ----- | -------------------------------------- | --------------------------------------------- | --------------------------------------------------- |
| A     | INSEEC, Le Bourget-du-Lac              | 8,09 km                                       |                                                     |
| A     | Université Jacob, Jacob-Bellecombette  | 2,02 km                                       |                                                     |
| A     | Landiers Sud, Chambéry                 | 2,52 km                                       | Uniquement sur certains départs le samedi           |
| A     | Ducs, Chambéry                         | 1,31 km                                       | Uniquement sur certains départs les dimanches et JF |
| B     | Parc Relais Maison Brûlée, Sonnaz      | 3,84 km                                       |                                                     |
| B     | Roc Noir, Barby                        | 5,82 km                                       |                                                     |
| C     | Challes Centre, Challes-les-Eaux       | 6,60 km                                       |                                                     |
| C     | De Gaulle, La Motte-Servolex           | 3,69 km                                       |                                                     |
| D     | Chamoux, Cognin                        | 2,43 km                                       |                                                     |
| D     | Plaine des Sports, Saint-Alban-Leysse  | 4,36 km                                       |                                                     |
| 1     | Collège George Sand, La Motte-Servolex | 4,34 km                                       |                                                     |
| 1     | Les Frasses, Saint-Jeoire-Prieuré      | 8,39 km                                       |                                                     |
| 3     | Champet, Saint-Baldoph                 | 6,79 km                                       |                                                     |
| 3     | Landiers Nord, Chambéry                | 4,38 km                                       |                                                     |
| 4     | Cévennes, Chambéry                     | 1,68 km                                       |                                                     |
| 4     | De Gaulle, La Motte-Servolex           | 3,61 km                                       |                                                     |
| 4S    | Lycée Louis Armand, Chambéry           | 2,28 km                                       | Fonctionne uniquement en période scolaire           |
| 4S    | De Gaulle, La Motte-Servolex           | 3,61 km                                       | Fonctionne uniquement en période scolaire           |